# NWA United States Women's Championship
L'NWA United States Women's Championship è stato un titolo della divisione femminile promosso dai territori affiliati alla National Wrestling Alliance, utilizzato come alloro secondario dopo il NWA World Women's Championship.
Il titolo fu attivo dal 1957 al 1988, quando smise di essere promosso ed è considerato disattivato.

## Albo d'oro
| Legenda  |                                                                               |
| -------- | ----------------------------------------------------------------------------- |
| #        | Indica il numero del regno titolato                                           |
| Regno    | Viene indicato il numero del regno del campione                               |
| Data     | La data in cui il titolo è stato vinto                                        |
| Località | Indica il luogo in cui il titolo è stato vinto                                |
| Note     | Indica notizie particolari riguardanti i cambi di titolo o altre informazioni |

| #                                 | Campione              | Regno | Data             | Giorni | Località                       | Evento     | Note | Fonti |
| --------------------------------- | --------------------- | ----- | ---------------- | ------ | ------------------------------ | ---------- | --- | ----- |
| 1                                 | Barbara Baker         | 1     | luglio 1957      | --     | --                             | --         | La Baker era riconosciuta nei territori di Illinois, Indiana, Iowa e Wisconsin. Iniziò ad essere riconosciuta anche in Utah a partire dal dicembre 1957.                                                                                           |       |
| Storia del titolo non documentata |                       |       |                  |        |                                |            | |       |
| 2                                 | Nell Stewart          | 1     | luglio 1959      | --     | --                             | --         | Riconosciuta come campionessa nel territorio del Tennessee. |       |
| Storia del titolo non documentata |                       |       |                  |        |                                |            | |       |
| 3                                 | Judy Glover           | 1     | settembre 1961   | --     | --                             | House show | Promossa come vincitrice di un torneo per decretare la campionessa. |       |
| 4                                 | Kathy Starr           | 1     | 4 ottobre 1961   | --     | Honolulu, Hawaii               | House show | |       |
| Storia del titolo non documentata |                       |       |                  |        |                                |            | |       |
| 5                                 | Cora Combs            | 1     | maggio 1966      | --     | Saint Louis, Missouri          | House show | La Combs era detentrice del NWA Southern Women's Title, ma iniziò ad essere riconosciuta come detentrice di questo titolo nel maggio 1966 in California, quando venne promossa come campionessa per aver vinto contro Penner Banner a Saint Louis. | [ 2 ] |
| Storia del titolo non documentata |                       |       |                  |        |                                |            | |       |
| 6                                 | Mae Young             | 1     | luglio 1968      | --     | --                             | --         | Riconosciuta come campionessa nel territorio della Costa del Golfo. |       |
| Storia del titolo non documentata |                       |       |                  |        |                                |            | |       |
| 7                                 | Jean Antone           | 1     | 19 luglio 1968   | --     | Minneapolis, Minnesota         | House show | La Antone fu riconosciuta come campionessa in California dopo aver sconfitto Princess Little Cloud, sebbene non fosse chiaro se quest'ultima fosse effettivamente campionessa.                                                                     |       |
| Storia del titolo non documentata |                       |       |                  |        |                                |            | |       |
| 8                                 | Betty Niccoli         | 1     | luglio 1970      | --     | --                             | --         | Riconosciuta come campionessa nel territorio del Texas |       |
| 9                                 | Jean Antone           | 2     | 1 ottobre 1973   | --     | Green Bay, Wisconsin           | House show | |       |
| Storia del titolo non documentata |                       |       |                  |        |                                |            | |       |
| 10                                | Ann Casey             | 1     | 1974             | --     | Liberty Hill, Carolina del Sud | --         | Sconfiggendo The Fabulous Moolah o Toni Rose per vincere il titolo e continuò ad essere promossa come campionessa in alcuni territori per tutti gli anni '70, promuovendosi ancora come campionessa al suo ritiro nel 1992.                        |       |
| 11                                | Betty Niccoli         | 2     | novembre 1974    | --     | --                             | --         | Non è chiaro se questo regno sia avvenuto prima o dopo quello della Casey. |       |
| Storia del titolo non documentata |                       |       |                  |        |                                |            | |       |
| 12                                | Sandy Parker          | 1     | novembre 1975    | --     | --                             | --         | Riconosciuta come campionessa nel territorio della Carolina del Nord |       |
| Storia del titolo non documentata |                       |       |                  |        |                                |            | |       |
| 13                                | Joyce Grable          | 1     | dicembre 1978    | --     | --                             | --         | Riconosciuta come campionessa nel territorio del Texas, e a partire da maggio 1981 anche in Carolina del Nord. |       |
| †                                 | Princess Little Heart | —     | 5 ottobre 1980   | 48     | —                              | —          | Little Heart fu riconosciuta come campionessa soltanto nel territorio dell'Alabama. |       |
| —                                 | Judy Martin           | —     | 22 novembre 1980 | 813    | Atlanta, Georgia               | —          | Sconfiggendo Little Heart per conquistare la versione riconosciuta in Alabama. |       |
| 14                                | Judy Martin           | 1     | 26 novembre 1981 | 481    | Saint Paul, Minnesota          | House show | Martin sconfisse Joyce Grable per essere riconosciuta universalmente come campionessa, si considera come primo regno ufficiale. |       |
| 15                                | Wendi Richter         | 1     | 22 marzo 1983    | --     | Tampa, Florida                 | Evento CWF | | [ 3 ] |
| Storia del titolo non documentata |                       |       |                  |        |                                |            | |       |
| 16                                | Judy Martin           | 2     | 19 ottobre 1983  | --     | --                             | House show | Riconosciuta come campionessa nel territorio del Texas |       |
| Storia del titolo non documentata |                       |       |                  |        |                                |            | |       |
| 17                                | Misty Blue Simmes     | 1     | settembre 1986   | --     | --                             | House show | |       |
| —                                 | Disattivato           | —     | 1982             | —      | —                              | —          | Il titolo smise di essere promosso ed è considerato disattivato. |       |